# Pleurosicya plicata
Pleurosicya plicata es una especie de peces de la familia de los Gobiidae en el orden de los Perciformes.

## Morfología
Los machos pueden llegar a alcanzar los 3,5 cm de longitud total.

## Distribución geográfica
Se encuentra desde Chagos hasta Papúa Nueva Guinea, las Filipinas, el noroeste de Australia y Tonga.

## Observaciones
Es inofensivo para los humanos.